# Мавзолей Бисмарка
Мавзолей Бисмарка (нем. Das Bismarck-Mausoleum) — музей и место захоронения автора создания Германской империи, а также её первого канцлера Отто фон Бисмарка, его супруги Иоганны фон Путткамер и последующих представителей фамилии Бисмарков во Фридрихсру.

## Описание
Двухэтажное здание мавзолея стоит на фундаменте из строительного камня и состоит из апсиады и восьмиугольной часовни со сводчатым потолком. Усыпальница находится под часовней в нижней части здания. Доступ для посетителей туда закрыт. В этой же усыпальнице нашли свое последнее пристанище старший сын канцлера Герберт фон Бисмарк со своей женой Маргаритой фон Бисмарк.Эпитафия, помещённая на саркофаг князя фон Бисмарка и которую он написал сам, гласит: «Ein treuer deutscher Diener Kaiser Wilhelms I» (Верный немецкий слуга Кайзера Вильгельма I)

## История
Земля, на которой стоит музей, была подарена Отто фон Бисмарку Вильгельмом I за заслуги в победе над Францией в 1871 году. Строительству усыпальницы предшествовали события, определившие её существование. Изначально Вильгельм II рассчитывал похоронить Бисмарка в склепе Берлинского кафедрального собора, но после появления в газетах 31 июля 1898 года стихотворения Теодора Фонтане «Где должен покоиться Бисмарк…» и факельного траурного шествия 12 августа в Мюнхене строительство мавзолея было поручено сыном канцлера Гербертом немецкому архитектору Фердинанду Шорбаху (1846—1912), на счету которого уже были такие работы как Замок Камберленд.
Через полгода после смерти, 16 мая, сюда были торжественно внесены саркофаги Отто фон Бисмарка и его супруги, которые до этого покоились в Варцине в Померании (ныне с. Варцино, Польша).
Мавзолей и его территория продолжают оставаться частным владением и периодически закрывается для проведения семейных мероприятий потомков семьи фон Бисмарков.
Также, начиная с 1941 года на территории музея происходили ежегодные встречи 27 мая переживших потопление линкора «Бисмарка».

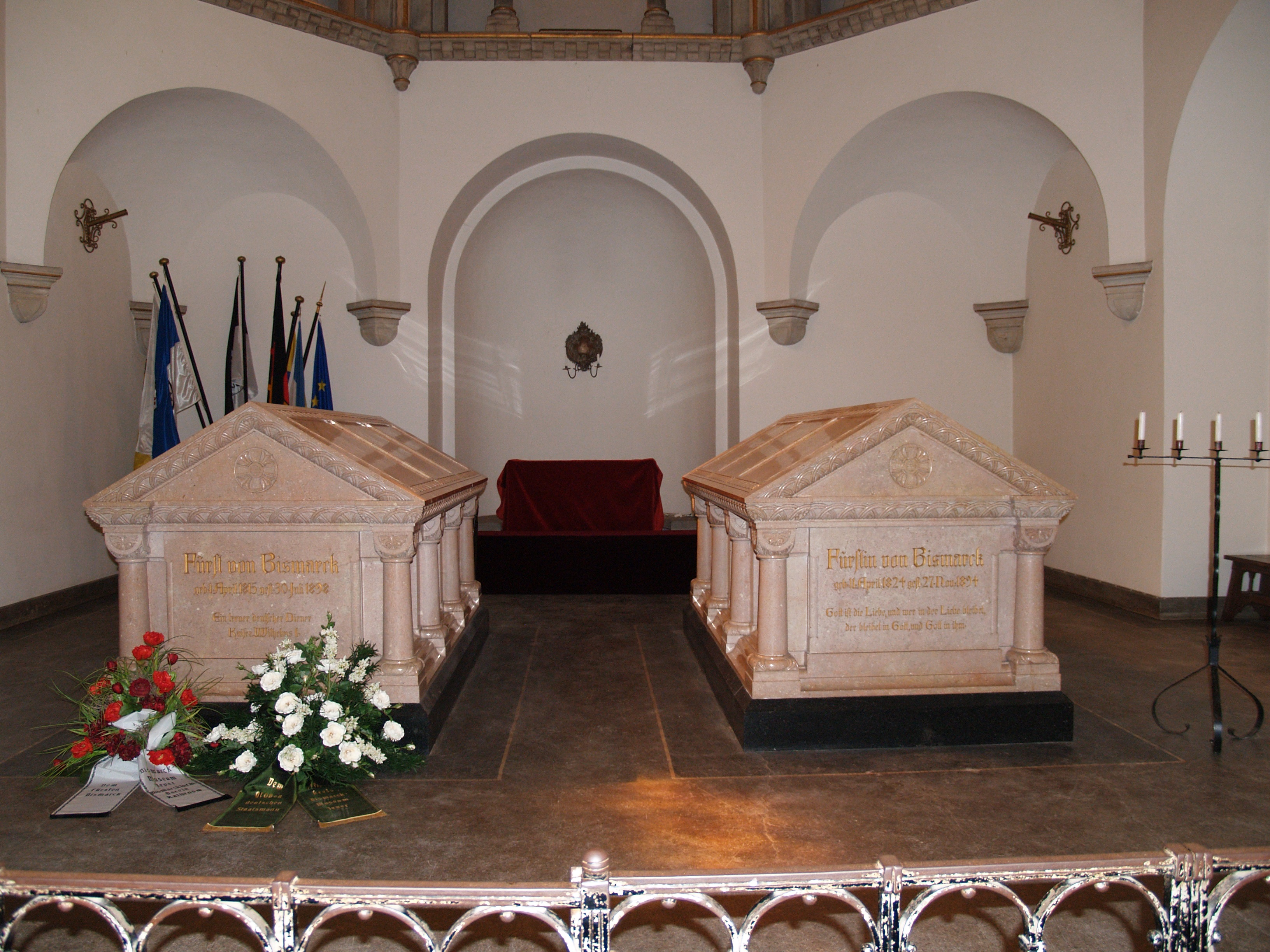
Саркофаги четы фон Бисмарк